# Nová huť

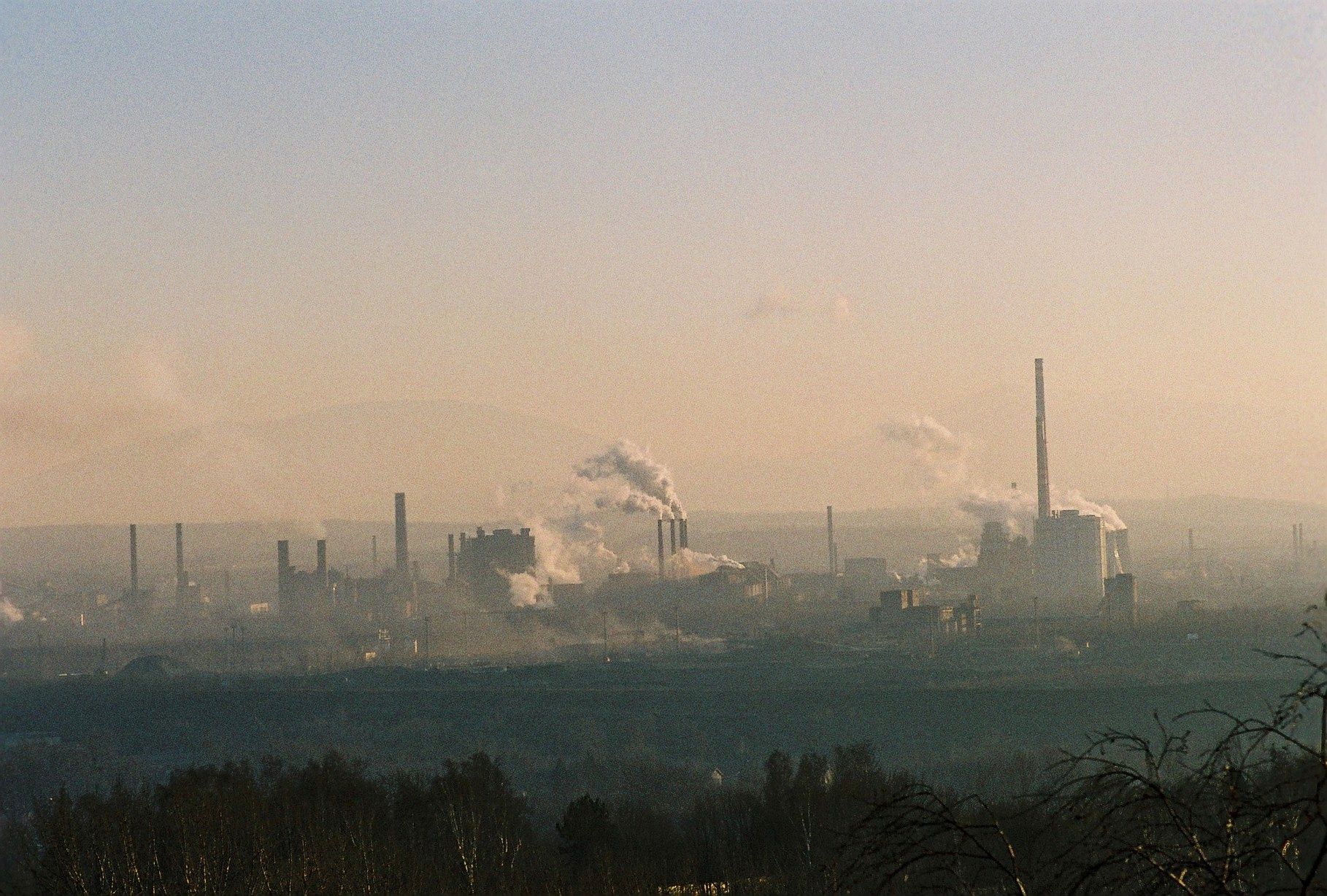
Pohled na areál Nové huti z haldy Ema

Nová huť, dříve Nová huť Klementa Gottwalda, lidově „enháčko“, je hutnický a strojírenský komplex nacházející se v jižní části Ostravy v prostoru Kunčic, Kunčiček a Bartovic. Většina výrobních kapacit tohoto komplexu patří společnosti Liberty Ostrava a. s., mezi další podniky působící v areálu patří Maxion Wheels Czech s.r.o., VÍTKOVICE, a.s., První Signální, a.s.

## Vznik Nové huti
Vznik tohoto závodu iniciovaly Vítkovické železárny (VŽ), neboť jejich další rozvoj byl omezen umístěním přímo ve městě. Proto v roce 1942 začaly VŽ (tehdy ve správě koncernu Reichswerke Hermann Göring) stavět tzv. jižní závod („Südbau“) v Kunčicích. Tehdy se ovšem nepočítalo s tím, že v tomto prostoru vznikne samostatný závod s úplnou hutní výrobou (tj. s vysokými pecemi, ocelárnou a dalšími navazujícími provozy).
V letech 1947 až 1948 bylo přijato rozhodnutí o výstavbě hutnického kombinátu na katastru obcí Kunčice, Kunčičky a Bartovice a vzápětí byla započata jeho výstavba. V té době se ještě stále jednalo o součást VŽ, k osamostatnění závodu došlo až 31. prosince 1951, kdy byl zřízen národní podnik Nová huť Klementa Gottwalda se sídlem v Ostravě-Kunčicích.

## Výstavba hutnického komplexu
Stěžejní části železáren byly dány do provozu postupně v letech 1951 až 1958. Jednalo se především o pět koksárenských baterií, dvě vysoké pece včetně licího stroje, čtyři siemens-martinské pece, pět hlubinných pecí, jedna blokovna s prvním a druhým pořadím spojité sochorové tratě, válcovna trub, slévárna šedé litiny a část energetiky včetně vodního hospodářství.
V letech 1958 až 1961 pak probíhalo především rozšiřování kapacit pro produkci základních surovin (koks, surové železo, ocel), ale také výstavba provozů na zpracování těchto produktů. V tomto období tak byla zprovozněna nová válcovací trať, linky na výrobu automobilových kol. Byly vybudovány další čtyři koksárenské baterie a dvě vysoké pece, dále pak pět 400 tunových sklopných pecí pro výrobu oceli, nová blokovna, pásková trať P-250 a P-800, kontidrátová trať, zařízení na výrobu trubek se šroubovicovým svarem, kyslíkárna aj.
V dalším období již nebyly realizovány žádné zásadní investice, v letech 1967 až 1985 však probíhala rozsáhlá modernizace martinských pecí na pece tandemové. Další velkou investicí pak byla v 80. letech výstavba středojemné válcovny v jižní části závodu, centrální kyslíkárny a velkokapacitní koksárenská baterie.

## Zánik obce Švrkl
Na místě dnešní Nové hutě se nacházela obec Švrkl. Obec zanikla společně se stavbou hutě. Obyvatelé byli vystěhováni a jejich budovy zbořeny. Poslední obyvatelé se z obce vystěhovali v roce 1960. V obci byla i škola. Dnes z obce zbyla jen část silnice, která je součástí areálu hutě.

## Porevoluční vývoj
Nejdůležitějším krokem v tomto období byl přechod od odlévání oceli do ingotů k plynulému odlévání oceli. Prvé zařízení pro plynulé odlévání oceli (ZPO č. 1) bylo uvedeno do provozu v prosinci 1993, druhé (ZPO č. 2) v prosinci 1997 a poslední (ZPO č. 3) v srpnu 1999. Díky těmto investicím mohly být v roce 1999 uzavřeny hlubinné pece, blokovny a sochorové tratě a plně přejít na novou technologii.
Další významnou investicí byla výstavba nové válcovny na výrobu širokého za tepla válcovaného pásu, která nahradila produkci dvou zastaralých pásových tratí. Zkušební provoz nové válcovny byl zahájen v listopadu 1999. Komplex nové válcovny a ZPO č. 2 označovaný jako „pásová minihuť“ je zásobován tekutou ocelí, která je dopravována železniční dopravou ze stávající ocelárny s tandemovými pecemi.
V souvislosti s ukončením výroby surového železa ve vysokých pecích VŽ v roce 1998 byly potřeby vítkovických oceláren společnosti Evraz Vítkovice Steel kryty také z vysokých pecí v Nové huti. Surové železo je z Nové huti do Vítkovic transportováno po železnici v tekutém stavu ve speciálních vozech, tzv. veronikách.
V letech 2005 až 2007 se zde působící společnost jmenovala Mittal Steel Ostrava a v letech 2003 až 2005 ISPAT Nová Huť. O změně názvu z Mittal Steel Ostrava na pozdější ArcelorMittal Ostrava rozhodli akcionáři na valné hromadě 27. července 2007, oficiálně došlo ke změně názvu zápisem do obchodního rejstříku dne 1. srpna 2007.
V roce 2018 byl oznámen společností ArcelorMittal záměr hutě odprodat. Důvodem byla plánovaná koupě hutě Ilva v jihoitalském Tarantu, pro což byl potřeba souhlas Evropské komise. Ta si za podmínku stanovila odprodání jiných ocelářských podniků, čímž by, dle jejich názoru, měla být zachována spravedlivá hospodářská soutěž. V roce 2019 tak byla Nová huť společně s dalšími šesti podniky po Evropě prodána za 740 milionů eur koncernu Liberty House Group.

## Zajímavosti
Při výkopech základů velké slévárny byl v říjnu 1954 nalezen asi 17 tun těžký bludný balvan o objemu asi 6,5 m³. Jde tedy o největší bludný balvan v Česku. Od roku 1990 je chráněn jako „Přírodní památka Kunčický bludný balvan“. Je umístěn u jižní brány Nové huti.
O stavbě hutního kombinátu v Ostravě-Kunčicích napsal román Páteř dramatik Ladislav Bublík. Na svou dobu (1963) odvážná próza ("deníkový román budovatelské deziluze") byla jednou z prvních výraznějších polemik s obdobím budovatelského nadšení padesátých let a bez příkras líčí trpké osudy lidí, kteří svůj život spojili s budováním socialismu. Román Páteř byl roku 1965 zfilmován pod názvem Úplně vyřízený chlap (hlavní roli ztvárnil Jaroslav Vízner, bratr známějšího Oldřich Víznera, v letech před emigrací často obsazovaný herec).
Na Nové huti byla v letech 1961–1962 vyrobena socha Lišky Bystroušky, která je umístěna v hukvaldské oboře. Byla jí nahrazena původní socha, která byla odhalena u příležitosti prvého uvedení opery Příhody lišky Bystroušky Leoše Janáčka, hukvaldského rodáka, v roce 1959. Tato socha byla ovšem v noci z 26. na 27. 5. 2015 odcizena a od 9. 4. 2016 je zde kopie vytvořená pomocí odlitku z 3D tiskárny. Tu již vytvořili v ateliéru uměleckého lití kovu Waller-Matějíček z Veverských Knínic.

## Znečištění životního prostředí
Provozy v Nové huti jsou dlouhodobě významným znečišťovatelem životního prostředí, zejména ovzduší. Mezi největší znečišťovatele patří provozy aglomerace (spékání železné rudy), energetika a ocelárna. Všechny tyto provozy patří společnosti Liberty Ostrava. Mezi hlavní znečišťující látky patří prach, arsen a benzo(a)pyren.